# Swammerdamella genypodis
Swammerdamella genypodis är en tvåvingeart som beskrevs av Cook 1972. Swammerdamella genypodis ingår i släktet Swammerdamella och familjen dyngmyggor.
Artens utbredningsområde är Finland. Inga underarter finns listade i Catalogue of Life.